# Король у Нью-Йорку
«Король у Нью-Йорку» (англ. A King in New York)— американська комедійна драма режисера Чарльза Чапліна 1957 року.

## Сюжет
Король Шадов (Чарльз Чаплін) після революції у своїй країні їде в Нью-Йорк. Залишившись без засобів до існування, він змушений зніматися в рекламі. Під час візиту в одну з шкіл король знайомиться з Рупертом Макабі (Майкл Чаплін) — сином американських комуністів. Короля звинувачують у зв'язках з комуністами, і він постає перед Комісією із розслідування антиамериканської діяльності.

## У ролях
- Чарльз Чаплін — король Шадов
- Доун Аддамс — Енн Кей
- Олівер Джонстон — посол Жам'є
- Майкл Чаплін — Руперт Мекебі
- Джон Макларен— батько Мекебі, комуніст
- Максін Одлі — королева Ірен
- Джоан Інгрем— Мона Кромвель
- Сід Джеймс — Джонсон, рекламщик
- Гаррі Грін — адвокат
- Джеррі Десмонд — прем'єр-міністр Вудель

## Цікаві факти
- Фільм був знятий у Великій Британії на студії «Шеппертон» і не демонструвався в США до 1973 року.
- Останній фільм Чарлі Чапліна, в якому головну роль виконував він сам. Після цього він зніме ще один фільм, «Графиня з Гонконгу», в якому виконає свою останню роль — похилого старшого стюарда з морською хворобою.

У цьому фільмі Чаплін зняв свого сина Майкла.